# Sichelreuth
Sichelreuth ist ein Ortsteil der Gemeinde Föritztal im Landkreis Sonneberg in Thüringen.

## Lage
Der Ortsteil Sichelreuth liegt im äußersten Süden des Landkreises Sonneberg und Thüringens etwa 1,5 Kilometer südwestlich von Neuhaus-Schierschnitz, unmittelbar an der Landesgrenze zu Bayern. Über die Kreisstraße 27 erreicht man in östlicher Richtung Lindenberg und die Bundesstraße 89 sowie in westlicher Richtung Oerlsdorf. Nach Süden führt die Kreisstraße 6 ins bayerische Schwärzdorf (Gemeinde Mitwitz). Durch den Ort fließt die Föritz.

## Geschichte
Sichelreuth entstand im 12./13. Jahrhundert aus einer Rodungssiedlung auf einer Niederterrasse an der Föritz. Die Ersterwähnung erfolgte um 1275 als „Sygelngeruthe“. Die westliche Ortshälfte gehörte jahrhundertelang zum Kirchspiel Mupperg, die östliche zur Pfarrei Schierschnitz. 1735 kam der Ort von Sachsen-Coburg an Sachsen-Meiningen. 1811 wurde eine Schule im Ort erbaut.
Nachdem die Orte Sichelreuth und Lindenberg bereits 1923/24 für kurze Zeit einen Gemeindeverbund gebildet hatten, wurde Lindenberg am 1. Juli 1950 nach Sichelreuth eingemeindet. Am 14. Juli 1993 erfolgte die Eingemeindung nach Neuhaus-Schierschnitz. Diese fusionierte am 6. Juli 2018 mit zwei weiteren Gemeinden zur Gemeinde Föritztal. Trotz vieler Neubauten ist der Ort heute noch landwirtschaftlich geprägt.

## Dialekt
In Sichelreuth wird Itzgründisch, ein mainfränkischer Dialekt, gesprochen.